# Gmina Lidköping
Gmina Lidköping (szw. Lidköpings kommun) – gmina w Szwecji, w regionie Västra Götaland, z siedzibą w Lidköping.
Pod względem zaludnienia Lidköping jest 59. gminą w Szwecji. Zamieszkuje ją 37 241 osób, z czego 50,48% to kobiety (18 798) i 49,52% to mężczyźni (18 443). W gminie zameldowanych jest 862 cudzoziemców. Na każdy kilometr kwadratowy przypada 52,96 mieszkańca. Pod względem wielkości gmina zajmuje 137. miejsce.